# Københavns Rådhus (1479-1728)
 For alternative betydninger, se Københavns Rådhus (flertydig). (Se også artikler, som begynder med Københavns Rådhus)
Københavns tredje rådhus blev opført ved Gammeltorv i 1479. Det blev ombygget af kong Christian 4. i renæssancestil i 1610 og var i brug, indtil det gik til under Københavns brand 1728. Et nyt rådhus blev påbegyndt opført på dets fundament samme år.

## Historie
Det tredje rådhus blev bygget til erstatning for det tidligere rådhus i Nørregade, der lå hvor Bispegården nu ligger, og som da blev overtaget af Københavns Universitet. Det nye rådhus blev bygget ved sydsiden af Gammeltorv, men der vides ikke noget om, hvordan det så ud dengang.
Da Christian 4. kom på tronen i 1588, var det med planer om forstærke Københavns strategiske rolle i Østersøområdet, og han satte efterhånden gang i en række byggeprojekter så som Rundetårn, Rosenborg Slot og Børsen. Det beskedne rådhus blev trods sin forholdsvis lille størrelse genstand for en omfattende ombygning i renæssancestil fra 1608 til 1610 for bedre at passe til de nye bygninger. Historikeren Erik Pontoppidan omtaler det endda ligefrem som en "ny bygning". I midten af facaden ud mod Gammeltorv indbyggedes et ottekantet tårn med spir. På hver side af tårnet opførtes gavle i nederlandsk stil ud mod torvet. Tilsvarende gavle opførtes på bagsiden ud mod det nyetablerede Nytorv, hvor de flankerede et mindre tårn. På bagsiden etableredes desuden et åbent galleri under en balkon.
Den primære kilde til rådhusets brug er Peder Hansen Resen, der blev udnævnt til borgmester i København i 1664, og som skrev flere værker om byens og Danmarks historie. Bytinget begyndte at samles indendørs i 1623, først i en lille bygning på torvet og fra 1662 på rådhuset. Bygningen husede også et teater. Kælderen blev brugt både til et fængsel og til et værtshus, der serverede øl og vin.